# La Chapelle-sur-Oreuse
La Chapelle-sur-Oreuse ist eine französische Gemeinde mit 668 Einwohnern (Stand: 1. Januar 2022) im Département Yonne in der Region Bourgogne-Franche-Comté; sie gehört zum Arrondissement Sens und zum Kanton Thorigny-sur-Oreuse. Die Einwohner werden Chapelin(es) genannt.

## Geographie
La Chapelle-sur-Oreuse liegt an der Oreuse,  etwa zehn Kilometer nordnordöstlich von Sens. Umgeben wird La Chapelle-sur-Oreuse von den Nachbargemeinden Plessis-Saint-Jean im Norden, Thorigny-sur-Oreuse im Osten, Soucy im Süden, Cuy im Südwesten, Évry im Westen und Südwesten, Gisy-les-Nobles im Westen sowie Michery im Nordwesten.
Die Autoroute A5 führt am südwestlichen Rand der Gemeinde entlang; das Autobahndreieck mit der Autoroute A19 liegt ebenfalls am äußersten südwestlichen Rand der Gemeinde. 

## Geschichte
Als sich Frankreich im Zweiten Weltkrieg unter deutscher Besatzung befand, engagierte sich der örtliche Bürgermeister Alfred Rondeau mit größter Hingabe für die Résistance. Er versteckte und ernährte Personen, die dem Zwangsarbeitsdienst Service du travail obligatoire (STO) entflohen waren auf seinem Bauernhof, versorgte die Kämpfer der Résistance mit Lebensmittelmarken und Identitätskarten und stellte seine Felder zur Verfügung, damit alliierte Flugzeuge per Fallschirm Waffen und Versorgungsgüter zugunsten des Widerstands abwerfen konnten. Die Deutschen nahmen ihn fest. Am 28. Oktober 1943 wurde Alfred Rondeau von ihnen in Égriselles-Venoy in der Nähe von Auxerre erschossen. 

## Bevölkerungsentwicklung
| Jahr                       | 1962 | 1968 | 1975 | 1982 | 1990 | 1999 | 2006 | 2018 |
| Einwohner                  | 294  | 286  | 290  | 334  | 319  | 412  | 543  | 631  |
| Quellen: Cassini und INSEE |      |      |      |      |      |      |      |      |

## Sehenswürdigkeiten
- Kirche Saint-Laurent-du-Gril aus dem 14./15. Jahrhundert
- Ruine der Kapelle Saint-Germain aus dem 13. Jahrhundert
- Reste der Burganlage

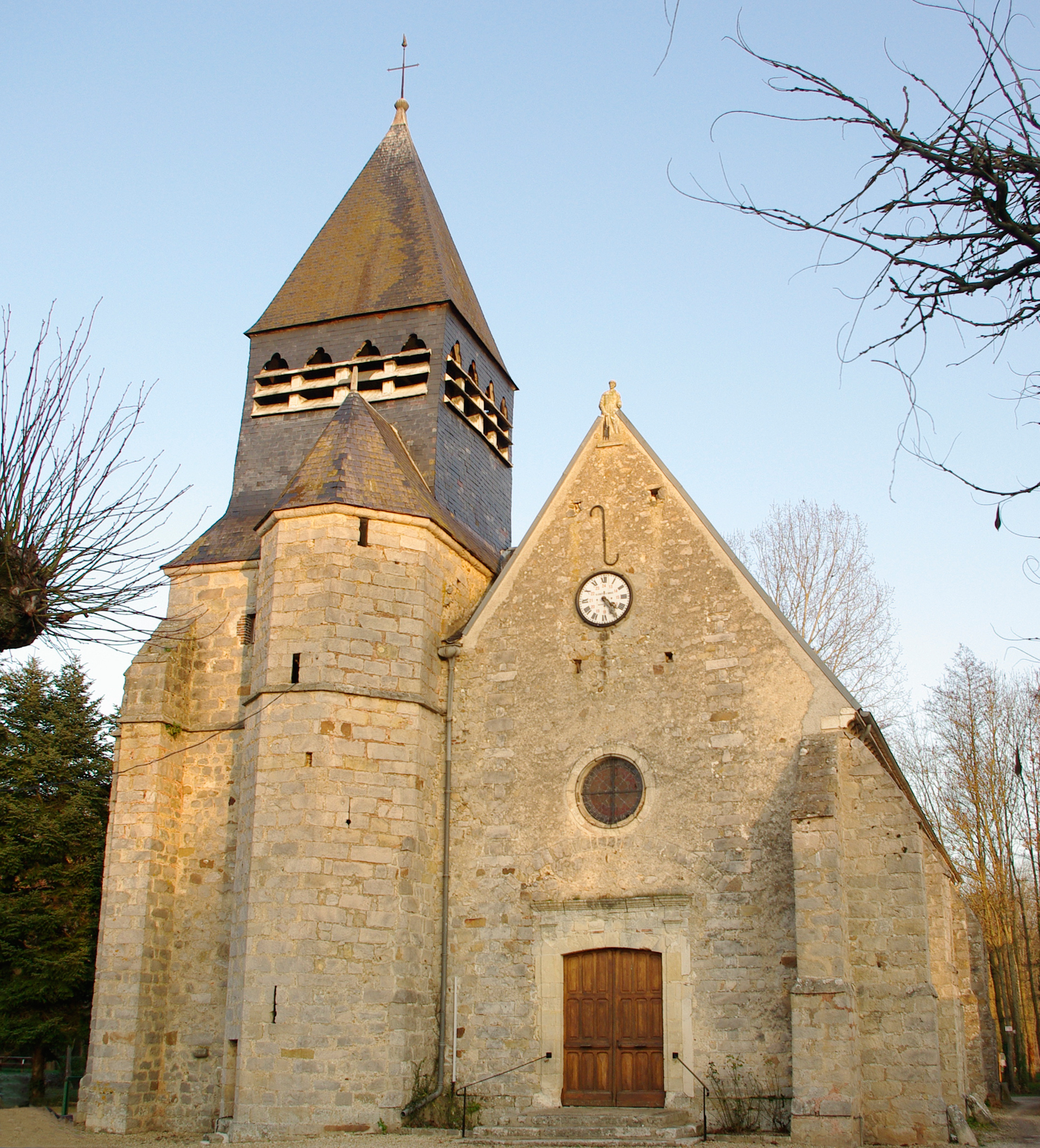
Kirche Saint-Laurent
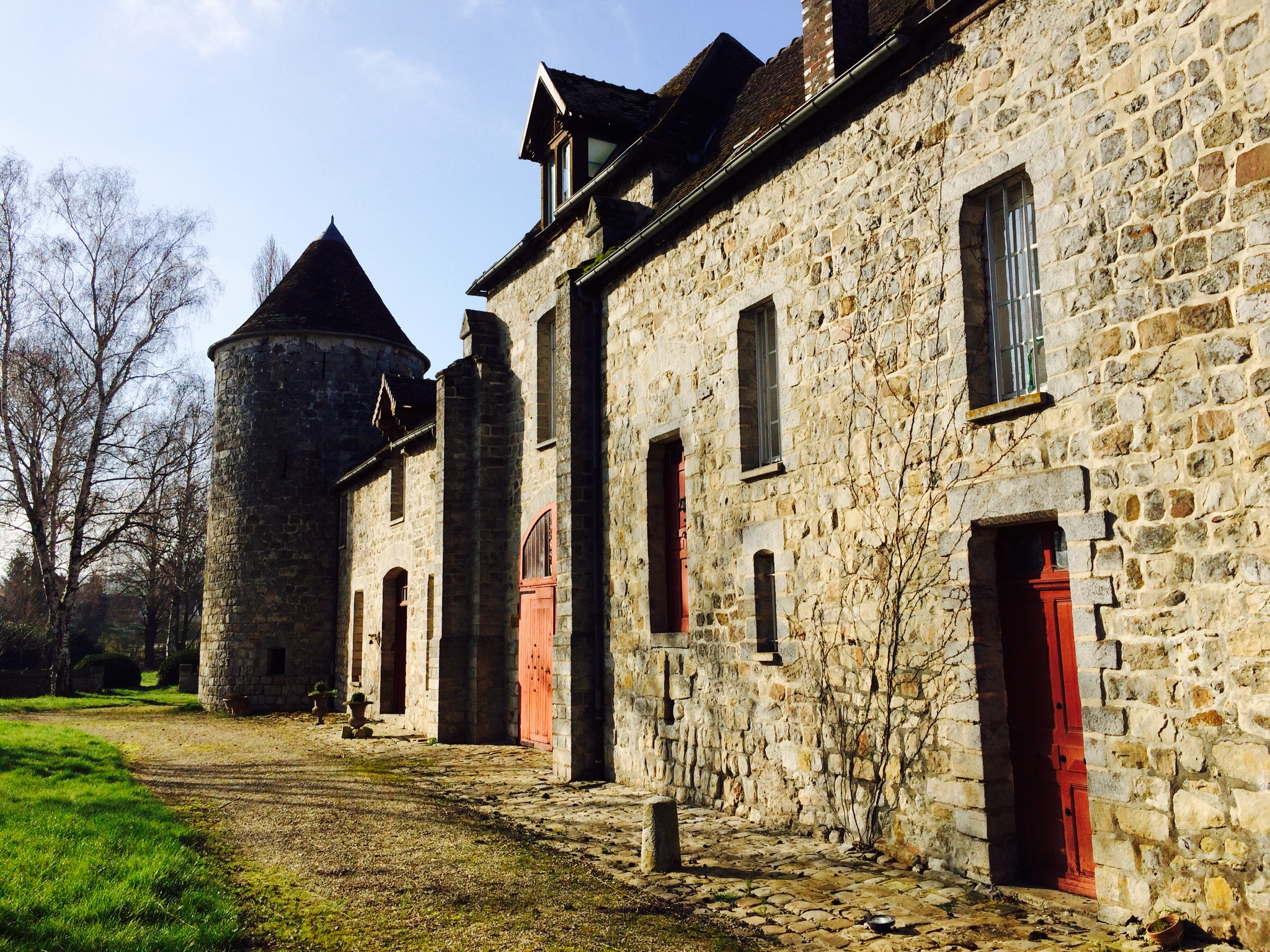
Reste der Burganlage